# 동백도서관
동백도서관은 용인시 기흥구 동백근린공원 내에 위치한 도서관으로 지하 3층 지상 3층 규모로 신축되어 2009년 6월 개관하였다.
영어 원서 5천권을 갖추었다. 지하 1층에 어린이 자료실과 시청각실이 있으며 어린이 자료실에는 책 1만 8천여 권을 비치하였다. 1층에는 디지털 자료실이 있으며, 2층에는 도서 2만여권을 비치한 종합자료실과 세미나실이 있다. 3층에는 250여석의 열람실과 노트북실이 있다. 무선 인터넷 및 무인 도서 대출/반납 시스템, 무인 열람실 좌석 배정시스템을 구축하였다.

## 같이 보기
- 용인시립도서관